# Børne- og ungeydelse
 Denne artikel omhandler overvejende eller alene danske forhold. Hjælp gerne med at gøre artiklen mere almen.
Børne- og ungeydelse, tidligere kaldt børnefamilieydelse, i daglig tale børnechecken, er en ydelse, der gives til børns forældre indtil barnets fyldte 18. år.
Børnefamilieydelse er en ydelse, som staten betaler til alle børnefamilier i Danmark som en hjælp til at dække nogle af de ekstra udgifter, der er forbundet med at være en børnefamilie. Ydelsen, der er skattefri, udbetales for alle børn under 18 år, når visse betingelser er opfyldt.
Fra 2014 er børne- og ungeydelsen gjort indkomstafhængig, således at den aftrappes med 2 pct. af den del af indkomsten, der overstiger et grundbeløb på 700.000 kr. (2010-niveau). Aftrapningsgrænsen udgør 765.800 kr. i 2017. Aftrapningsindkomsten svarer til beskatningsgrundlaget for topskat.
For ikke-gifte personer (herunder samboende par, der ikke er gift) udgøres aftrapningsgrundlaget af den del af topskattegrundlaget hos modtageren af ydelsen (typisk moderen), der overstiger 765.800 kr. For par, der er gift, opgøres aftrapningsgrundlaget som summen af den del af hver ægtefælles topskattegrundlag, der overstiger 765.800 kr.
Beløbet udbetales automatisk med halvdelen til hver forælder på check eller ved bankoverførsel, hvis ikke andre værgemæssige forhold gør sig gældende. Pengene udbetales d. 20. i månederne januar, april, juli og oktober.
For at have ret til børnefamilieydelse skal disse betingelser være opfyldt:
- Den, der har forældremyndigheden, skal være fuldt skattepligtig. Ved fælles forældremyndighed behøver kun den ene af forældrene at være fuldt skattepligtig. Man er fuldt skattepligtig, bl.a. hvis man bor i Danmark.
- Barnet skal normalt bo i Danmark og være ugift.
- Barnet må ikke være anbragt uden for hjemmet eller være forsørget af det offentlige. Ophold på efterskole eller ungdomsskole betragtes normalt ikke som offentlig forsørgelse.
Der skal ikke betales skat af beløbet, og det tæller ikke med ved beregning af sociale ydelser eller uddannelsesstøtte. Pengene udbetales oven i et evt. børnetilskud. 
Flerbørnstilskud gives til forældre med tvillinger eller trillinger og er på 6.840 kr. pr. år,
men kun til barn nummer to, tre osv.

## Historisk
Børnechecken blev indført ved det såkaldte Rio Bravo-forlig i 1983, hvor Poul Schlüters firkløverregering indgik en politisk aftale med Fremskridtspartiet. Rio Bravo-forliget gav Fremskridtspartiets opbakning til Finansloven for 1984. Checken afløste et hidtidigt skattefradrag, hvor der havde været mulighed for at opnå et skattefradrag baseret på antallet af hjemmeboende børn. Med finansloven for 1984 forsvandt skattefradraget, og der blev i stedet udbetalt et fast beløb til forældre, alene afhængigt af barnets alder.
Den første børnecheck var på kr. 800,- pr. år, der blev udbetalt for indkomståret 1984.
Fra 1987 er der til alle børn og unge under 18 år med hjemsted i Danmark blevet udbetalt en skattefri indkomstuafhængig børnefamilieydelse for at kompensere for omkostningerne ved at have børn.
Børnefamilieydelsen har siden 1990 været differentieret efter børnenes alder. Siden 1995 har ydelsen været af forskellig størrelse for følgende tre aldersgrupper:
- Babyydelse til 0–2-årige
- Småbørnsydelse til 3–6-årige
- Børnefamilieydelse til 7–17-årige

Ca. 660.000 familier får udbetalt baby-, småbørns- og børnefamilieydelse til ca. 1,2 mill. børn/unge.
Ydelsen udbetales til moderen; ved skilsmisse udbetales ydelsen til den forælder, hvor barnet har adresse. Hvis barnet har adresse hos sin far, skal denne gøre "Udbetaling Danmark" opmærksom på, at han har ret til ydelsen, ellers vil der fortsat blive udbetalt til moren.
EU-borgeres ret til børnecheck, hvis forsørgeren betaler skat i Danmark, er i den offentlige debat blevet betegnet som velfærdsturisme. 

## Satser per år
| År   | Babyydelse 0-2 år | Småbørnsydelse 3-6 år | Børnefamilieydelse 7-17 år | Samlet statsudgift |
| ---- | ----------------- | --------------------- | -------------------------- | ------------------ |
| 2004 | kr. 13.204        | kr. 11.932            | kr. 9.388                  | kr. 12.579 mio.    |
| 2005 | kr. 13.480        | kr. 12.184            | kr. 9.584                  | kr. 12.896 mio.    |
| 2006 | kr. 13.640        | kr. 12.324            | kr. 9.696                  | kr. 13.059 mio.    |
| 2007 | kr. 13.892        | kr. 12.552            | kr. 9.876                  | kr. 13.400 mio.    |
| 2008 | kr. 14.156        | kr. 12.792            | kr. 10.064                 | kr. 14.050 mio.    |

|             | 2017              | 2017                    | 2018              | 2018                    |
|             | Årlig ydelse, kr. | Ydelse pr. kvartal, kr. | Årlig ydelse, kr. | Ydelse pr. kvartal, kr. |
| ----------- | ----------------- | ----------------------- | ----------------- | ----------------------- |
| 0-2 årige   | 17.964            | 4.491                   | 18.024            | 4.506                   |
| 3-6 årige   | 14.220            | 3.555                   | 14.268            | 3.567                   |
| 7-14 årige  | 11.184            | 2.796                   | 11.232            | 2.808                   |
| 15-17 årige | 11.184            | 932                     | 11.232            | 936                     |